# Arènes de la Haute-Plante
Les arènes de la Haute-Plante, étaient les arènes principales de la capitale béarnaise, située dans le département français des Pyrénées-Atlantiques, dans la région Nouvelle-Aquitaine. 
Une première version de ces arènes sont édifiées en bois en 1891. Celles-ci faisaient le plein pour des courses landaises. Provisoires, les arènes furent démontées et déplacées à Morlaàs en Aout 1896.  
Au début des années 1900, le comité des Fêtes de Pau militait pour la construction d'Arènes en dur, d'une capacité de 10 000 à 12 000 places. Après avoir fait édifier les arènes de la Croix-Du-Prince en bois en 1912, les frères Brienne récidivent et en implante de nouvelles à la Haute-Plante (Place Verdun) dédiées aux courses landaises ,,. 

## Tauromachie en Béarn
La ville de Pau n'est pas à proprement parler une ville de tradition taurine, même si l'on trouve de nombreuses arènes en Béarn : arènes du Pesqué à Orthez ou arènes de Garlin.  
Le Béarn est toutefois une terre de tradition taurine, puisque l'on retrouve des traces de la présence de la course landaise dès le XVe siècle en Béarn, en 1469 une course de vaches a lieu à Moumour et s'achèvera devant un tribunal ecclésiastique, pour des raisons inconnues. 
Lors des fêtes patronales, en Béarn comme en Gascogne on note des courses "bouchères", notamment à Salies-de-Béarn, malgré les interdictions. 
Après l'annexion du Béarn à la France, ces règles seront plus ou moins appliquées, en raison du refus des Béarnais et des Gascons de s'y soumettre. 
C'est en 1757 que Antoine Mégret d'Étigny, responsable de la généralité de Gascogne, Béarn et Navarre, fait interdire les courses de taureaux ou de bœufs à l'intérieur des villes. Cependant, les courses taurines sont alors autorisée en dehors des bourgs, dans des endroits clos par des barrières et vérifiés par des experts charpentiers (ordonnance royale du 16 février 1757). 
Dax est la première ville à se doter en 1784 d'arènes en dur. 
Des arènes sont présentes au Nord de Pau, rue Monge dans les années 1870. 
En 1866, le comité des Fêtes de Pau organisait une « Grande course aux taureaux sur la place Napoléon » sur la place aujourd'hui appelée place de Verdun. « Une quadrille landaise choisie parmi les meilleurs écarteurs s’y produit, et 4 prix de 100, 150, 250 et 300 francs sont répartis entre les vainqueurs. Par ailleurs, 400 francs d’encouragement sont décernés par le jury et les commissaires spéciaux ».
Les jeux tauromachiques avaient été choisis avec soin pour éviter le côté sanglant de la corrida espagnole, qui n'était pas du gout de la population béarnaise,.
Les taureaux venaient de Navarre et de Colmenar.
La presse parisienne et locale évoque toutefois les arènes de Pau au début des années 1900 comme un lieu traditionnel de spectacles tauromachiques,.

## Arènes de la Croix du Prince
Les arènes de la Croix du Prince sont construites près du stade de la Croix-Du-Prince pendant l'Entre-deux-guerres, près de la Gare de La Croix-du-Prince, avenue Bernadotte à Jurançon . 

## Inauguration des arènes de la Haute-Plante
De 1881 à 1896, des arènes en bois étaient déjà disponibles à la Haute-Plante et proposaient tous les sports tauromachiques : course landaise, course camarguaise, course portugaise et corrida,,.
Une affiche ultérieure devait donner d’autres détails, mais elle n'a été retrouvée.
Les arènes de Pau ont été construites par la Société des Arènes de Pau à la Haute-Plante, l'actuelle Place de Verdun, à côté de la caserne Bernadotte.
La Société des Arènes Paloises avait émis 1000 actions de 250 francs afin de financer l'infrastructure.
Ces arènes pouvant accueillir 2 000 personnes étaient en dur, construites entièrement en bois.
La corrida est rapidement abandonnée, et ces arènes ne furent seulement utilisées que pour les courses landaises et des manifestations culturelles.

## Utilisation
Ces arènes ont également servies de salles de spectacles, à une époque où la ville ne disposait pas d'infrastructures équivalentes au Zénith de Pau.
Les arènes ont notamment été utilisée pour des combats de boxe organisés par le Ring Béarnais et la diffusion de films de cinéma parlant avec la diffusion en plein-air de films tels que Ben-Hur, Trois Jeunes Filles nues (film), Nuits de Venise ou encore Charlot policeman ,,,. Des spectacles d'opéra-comique se tenaient également aux arènes.
Un cirque et un combat entre un ours et des taureaux y ont été organisés.
Un fronton de pelote basque était également présent sur le site, où étaient disputées des rencontres nationales ,.
Des corridas, courses landaises et spectacles taurins sont attestés jusque dans les années 1930.